# Semjon Michailowitsch Weinstock

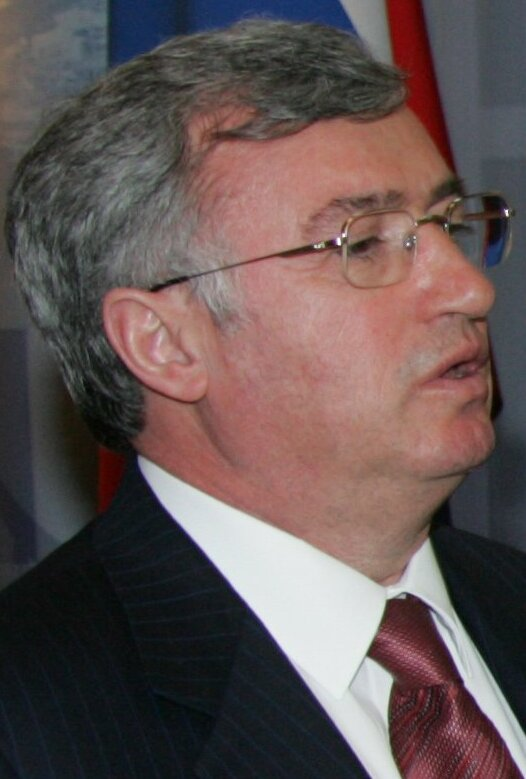
Semjon Weinstock (2006)

Semjon Michailowitsch Weinstock (russisch Семён Михайлович Вайншток, Semjon Michailowitsch Wainschtok; wiss. Transliteration Semën Michajlovič Vajnštok; * 5. Oktober 1947 in Klimauzy, Moldauische SSR) ist ein russischer Wissenschaftler, Geschäftsmann und ehemaliger Präsident des staatlichen Ölpipeline-Monopolisten Transneft.

## Leben und Werk
Nach einem Besuch eines Technikums absolvierte er ein Ingenieurstudium am Kiewer Institut für Bauwesen, ehe er seine Aspirantur an der Universität für Öl- und Gasindustrie in Tjumen, Westsibirien beendete.
Im Jahr 1982 startete Weinstock seine Karriere in der sowjetischen Ölindustrie, zunächst bei der baschkirischen Ölgesellschaft Baschneft, später bei Kogalymneftegas und schließlich bei Glawtjumenneftegas, die beim Übergang Russlands zur Marktwirtschaft in dem Ölkonzern Lukoil aufging, wo Weinstock 1995 zum Vizepräsidenten und Generaldirektor für Westsibirien aufstieg. 1999 wurde er dann von Roman Abramowitsch und dem damaligen Eisenbahnminister und Ersten Vize-Ministerpräsidenten Nikolai Aksjonenko – ein seinerzeit sehr einflussreichen Politiker, der sogar als Nachfolger von Jelzin gehandelt wurde – als möglicher neuer Präsident von Transneft vorgeschlagen. Der scheidende Ölpipeline-Präsident Dmitri Saweljew klagte daraufhin gegen seine Entlassung, wurde aber nach einer kurzen Zeit von seinem Amt enthoben, was seinerzeit zu einem Eklat führte und landesweit für Aufsehen sorgte.
Als Präsident der größten Pipeline-Gesellschaft der Welt war er auch einer der mächtigsten Männer Russlands. Transneft verfügt über ein Pipelinenetz mit einer Gesamtlänge von etwa 50.000 Kilometern, welches vorwiegend Richtung Westen führt – zum Hauptabsatzmarkt für russisches Öl: nach Europa. Im April 2006 erklärte er, dass Russland Westeuropa mit Öllieferungen „überversorgt“ habe; man wolle deshalb einen Teil nach Fernost umleiten.

„Wir haben Europa mit Öl überfüttert. Jedes Wirtschaftshandbuch wird Ihnen sagen, dass bei einem Überangebot der Preis fällt. Sobald wir uns China, Südkorea, Australien und Japan zuwenden, wird dies einen Teil des Öls von unseren europäischen Partnern abziehen“

Ende 2006 sorgte Weinstock im russisch-belarussischen Energiestreit für internationales Aufsehen, als er die „Druschba“-Trasse, eine auch über belarussisches Staatsgebiet führende Pipeline, kurzfristig abschalten ließ, ohne die Vertragspartner vorher zu informieren.
Im September 2007 lief sein Vertrag als Präsident von Transneft aus und wurde nicht verlängert. Russlands Präsident Wladimir Putin bot Weinstock stattdessen die Führung eines noch zu gründenden Staatsunternehmens an, das die Olympischen Winterspiele 2014 in Sotschi vorbereiten sollte. 
Putin machte Nikolai Tokarew (den er aus seiner Zeit beim KGB in Dresden kennt) zu Weinstocks Nachfolger.